# Куплингчићи
Куплингчићи (コクッパ, Кокуппа) (такође познати као Баузерове слуге (クッパの手下, Куппа но Тешита) у Јапану и Европи или 7 Баузер Тим (クッパ 7人衆, Куппа Шићи Ниншу) у Јапану) су измишљена група од седам деце ликови из франшизе Марио видео игара компаније Нинтендо. Њихова појединачна имена су Лери Купа, Мортон Купа Џуниор., Венди О. Купа, Иги Купа, Рој Купа, Леми Купа и Лудвиг вон Купа. Првобитно приказани као деца антагониста серије Баузер, први пут су се појавили 1988. у игри Супер Марио Брос 3. Од тада су се појавили у наредним Супер Марио играма и спин-офф Марио играма. 

## Чланови Куплингчића[1]
| Име                | По реду |
| ------------------ | ------- |
| Лери Купа          | 1.      |
| Мортон Купа Џуниор | 2.      |
| Венди О. Купа      | 3.      |
| Иги Купа           | 4.      |
| Рој Купа           | 5.      |
| Леми Купа          | 6.      |
| Лудвиг вон Купа    | 7.      |